# John Urry
John Urry (1. června 1946, Londýn – 18. března 2016, Lancaster) byl britský sociolog, profesor na Lancaster University. Je znám díky svým pracím v oblasti komplexnosti společnosti, turistiky a mobility. Je autorem několika knih na různá témata, například o sociální teorii, sociologii přírody a environmentalismu či o přeměně společnosti od organizovaného kapitalismu.

## Publikace
Jeho knihy byly přeloženy do více než desíti jazyků.
- 1973
  - Reference Groups and the Theory of Revolution, Routledge and Kegan Paul
  - Power in Britain, Heinemann Education (co edited with John Wakeford)
- 1975 Social Theory as Science, Routledge and Kegan Paul (with Russell Keat)
- 1981 The Anatomy of Capitalist Societies, Macmillan
- 1982 Social Theory as Science, Second Edition, Routledge and Kegan Paul (with Russell Keat)
- 1983 Capital, Labour and the Middle Classes, Allen and Unwin (with Nick Abercrombie)
- 1985
  - Social Relations and Spatial Structures, Macmillan (co edited with Derek Gregory)
  - Localities, Class, and Gender, Pion (with Lancaster Regionalism Group)
- 1987 The End of Organized Capitalism, Polity (with Scott Lash)
- 1988 Contemporary British Society, Polity (with Nick Abercrombie, Alan Warde, Keith Soothill, Sylvia Walby).
- 1989–96 Schools of Thought in Sociology, General Editor of 18 vols, Edward Elgar.
- 1990
  - Localities, Policies, Politics. Do Localities Matter?, Hutchinson (co edited with Michael Harloe, Chris Pickvance).
  - Restructuring. Place, Class and Gender, Sage (with other members of the Lancaster Regionalism Group).
  - The Tourist Gaze, Sage.
- 1994
  - Economies of Signs and Space, Sage (with Scott Lash)
  - Contemporary British Society, Second Edition, Polity (with Nick Abercrombie, Alan Warde, Keith Soothill, Sylvia Walby)
  - Leisure Landscapes, Main Report and Background Papers, CPRE (with Gordon Clark, Jan Darrall, Robin Grove-White, Phil Macnaghten)
- 1995 Consuming Places, Routledge
- 1997 Touring Cultures, Routledge (co edited with Chris Rojek)
- 1998 Contested Natures, Sage (with Phil Macnaghten)
- 2000
  - "Sociology for the New Millennium." Special issue of the British Journal of Sociology (commissioned: contributors include Castells, Wallerstein, Beck, Sassen, Therborn)
  - Sociology beyond Societies, Routledge
  - Contemporary British Society, Third Edition, Polity (with Nick Abercrombie, Alan Warde et al.)
  - "Bodies of Nature". Special issue of Body and Society 6 (commissioned: co edited with Phil Macnaghten)
- 2001 Bodies of Nature. Sage (co edited with Phil Macnaghten)
- 2002 The Tourist Gaze. Second Edition, London: Sage
- 2003 Global Complexity, Cambridge: Polity
- 2004
  - "Presence-Absence." Special issue of Environment and Planning A: Society and Space 22 (co edited with Michel Callon and John Law)
  - "Automobilities." Special issue of Theory, Culture and Society 21 (co edited with Mike Featherstone and Nigel Thrift)
  - Tourism Mobilities. Places to Play, Places in Play, Routledge (co edited with Mimi Sheller)
  - Performing Tourist Places, Ashgate (with Bærenholdt, J. O., Haldrup, M., Larsen, J.)
- 2005
  - "Complexity." Special Issue of Theory, Culture and Society 22 1- 270
  - Automobilities. London: Sage (co edited with Featherstone, M., Thrift, N.) 285 pp.
  - Sociologie de Mobilités: Une nouvelle frontiére pour la sociologie?, Paris, Armand Colin, 251pp.
- 2006
  1. "Mobilities and Materialities." Special issue of Environment and Planning A (co-edited with M. Sheller)
  2. Mobile Technologies of the City, London: Routledge (coedited with M. Sheller)
  3. Mobilities, Geographies, Networks, London: Ashgate (with J. Larsen, K.Axhausen)
- 2007 Mobilities, Cambridge: Polity
- 2010 Mobile Lives, London: Routledge (with Anthony Elliott)
- 2011 Climate Change and Society, Cambridge: Polity
- 2013 Societies Beyond Oil, London: Zed
- 2014 Offshoring, Cambridge: Polity
- 2016 What is the Future?, Cambridge: Polity